# سويب بارك رينجرز
نادي سويب بارك رينجرز (بالإنجليزية: Swepe Park Rangers)‏ هو نادي كرة قدم أسس في كانسس سيتي في أمريكا، يلعب حاليا في بطولة الدوري الامريكي على أرضية ملعب شيلدرن و يلعب الفريق ضمن مجموعة الغرب.